# Calci ferricyanide
Calci ferricyanide là một hợp chất vô cơ thuộc loại muối phức của calci và acid ferricyanic có công thức hóa học Ca3[Fe(CN)6]2 – tinh thể màu đỏ, tan trong nước.

## Điều chế
Có một số cách sau để điều chế calci ferricyanide:
- Thực hiện phản ứng giữa acid ferricyanic và calci carbonat hoặc calci cyanide:

{\displaystyle {\mathsf {3CaCO_{3}+2H_{3}Fe(CN)_{6}\ \xrightarrow {} \ Ca_{3}[Fe(CN)_{6}]_{2}+3CO_{2}\uparrow +3H_{2}O}}}
- Trộn dung dịch calci ferrocyanide với một lượng dư nhỏ mangan(II) ferricyanide. Sau khi lọc kết tủa, làm bay hơi dung dịch thu được trong chân không[2].
- Oxy hóa dung dịch calci ferrocyanide bằng calci plumbat (Ca2PbO4) và carbon dioxide (hoặc chỉ cần dùng chlor) ở điều kiện thường, sau đó tách ra khỏi dung dịch.[3]

## Tính chất vật lý
Calci ferricyanide tạo thành tinh thể ngậm nước Ca3[Fe(CN)6]2·12H2O – tinh thể hình kim màu đỏ, dễ tan trong nước.

## Tính chất hóa học
Hợp chất ổn định trong không khí khô khi đun nóng đến 100 °C và trong dung dịch nước lạnh. Tuy nhiên, khi đun sôi trong dung dịch nước, nó bị phân hủy với sự giải phóng acid hydrocyanic, calci hydroxide và kết tủa sắt(III) oxide.
{\displaystyle {\mathsf {Ca_{3}[Fe(CN)_{6}]_{2}+9H_{2}O\ {\xrightarrow {}}\ 12HCN+Fe_{2}O_{3}\downarrow +3Ca(OH)_{2}}}}

## Ứng dụng
Calci ferricyanide là thành phần của chất xúc tác cho phản ứng trùng hợp epoxide.